# Escuts i banderes de les Garrigues

Escut oficial de les Garrigues

Els escuts i banderes de les Garrigues són el conjunt de símbols que representen els municipis d'aquesta comarca.
En aquest article s'hi inclouen els escuts i les banderes oficialitzats per la Generalitat des del 1981, concretament per la Conselleria de Governació, que en té la competència.
Pel que fa als escuts comarcals, cal dir que s'han creat expressament per representar els Consells i, per extensió, són el símbol de tota la comarca. En el cas de l'ens supramunicipal de les Garrigues s'ha oficialitzat l'escut, que representa un ram d'olivera.
No tenen escut ni bandera oficial els municipis de Cervià de les Garrigues, l'Espluga Calba i els Omellons.

## Escuts oficials

l'Albagés Aprovat l'1 d'octubre de 1993.
l'Albi Publicat al DOGC el 9 de febrer de 2009.
Arbeca Aprovat el 12 de juliol de 1988.
Bellaguarda Aprovat el 21 de gener de 1998.
les Borges Blanques Aprovat el 22 de febrer de 2018.
Bovera Aprovat el 28 de juliol de 2016.
Castelldans Aprovat el 19 de setembre del 2000.
el Cogul Aprovat el 30 de maig de 1991.
la Floresta Publicat al DOGC el 5 de juny de 2008.
Fulleda Aprovat el 13 de novembre de 1995.
la Granadella Aprovat el 31 de gener de 1983.
Granyena de les Garrigues Publicat al DOGC el 9 de febrer de 2011.
Juncosa Aprovat el 15 de març de 1990.
Juneda Aprovat el 10 de febrer del 2003.
la Pobla de Cérvoles Aprovat l'1 d'abril de 1985.
Puiggròs Publicat al DOGC 30 de juliol de 2001.
el Soleràs Aprovat el 14 de setembre de 1995.
Tarrés Aprovat el 16 de maig de 1990.
els Torms Publicat al DOGC 19 de febrer de 2021.
el Vilosell Ratificat el 17 de febrer del 2004.
Vinaixa Publicat al DOGC el 2 de febrer de 2005.

## Banderes oficials

l'Albagés Publicada al DOGC el 27 de juliol de 2011.
Arbeca Publicada al DOGC el 24 de gener de 2012.
Bellaguarda Publicada al DOGC el 7 de juliol de 2010.
les Borges Blanques Publicada al DOGC el 29 de març de 2019.
Castelldans Publicada al DOGC el 5 de desembre de 2001.
el Cogul Publicada al DOGC el 25 de setembre de 1992.
la Floresta Publicada al DOGC el 23 de març de 2009.
Fulleda Publicada al DOGC el 22 de juliol de 1996.
la Granadella Publicada al DOGC el 10 de juny de 2009.
Granyena de les Garrigues Publicada al DOGC el 16 d'octubre de 2015.
Juncosa Publicada al DOGC el 9 d'agost de 1991.
Juneda Publicada al DOGC el 9 d'agost de 1991.
la Pobla de Cérvoles Publicada al DOGC el 4 de juliol de 2006.
Puiggròs Publicada al DOGC el 24 d'abril de 1998.
el Soleràs Publicada al DOGC el 24 de juliol de 1998.
Tarrés Publicada al DOGC el 24 de juliol de 1998.
el Vilosell Publicada al DOGC el 17 de febrer del 2004.